# Chad (Einheit)
Chad ist die veraltete Einheit des Neutronenflusses, benannt nach dem britischen Physiker und Entdecker des Neutrons Sir James Chadwick. Sie wurde 1960 in der Fachzeitschrift Nature vorgeschlagen.
1 Chad = 1 Neutron/(cm2s)